# Округ Булит (Кентаки)
Булит (енгл. Bullitt County) је округ у америчкој савезној држави Кентаки.

## Демографија
По попису из 2010. године број становника је 74.319, што је 13.083 (21,4%) становника више него 2000. године.
| Група             | 2000.          | 2010.          |
| Белци             | 59.798 (97,7%) | 71.368 (96,0%) |
| Афроамериканци    | 233 (0,4%)     | 484 (0,7%)     |
| Азијати           | 167 (0,3%)     | 370 (0,5%)     |
| Хиспаноамериканци | 383 (0,6%)     | 1.038 (1,4%)   |
| Укупно            | 61.236         | 74.319         |